# Rajio no jikan
Rajio no jikan (ラヂオの時間?), noto anche con i titoli internazionali Welcome Back, Mr. McDonald e The Time of Radio, è un film del 1997 scritto e diretto da Kōki Mitani.

## Trama
Manabu Kudo e Miyako Suzuki, rispettivamente regista e sceneggiatore di un radiodramma, si ritrovano completamente nei guai quando la protagonista, Nokko Senbon, pretende che il nome del proprio personaggio venga cambiato. Questo porta anche gli altri membri del cast a voler fare degli "aggiustamenti" al copione, che però finiscono per avvenire in diretta.

## Distribuzione
In Giappone l'opera è stata distribuita dalla Toho a partire dall'8 novembre 1997.